# Operazione Ataman
L’Operazione Ataman fu l'occupazione del Friuli settentrionale da parte delle truppe cosacche inquadrate nella Wehrmacht, nel quadro del consolidamento della Zona d'operazioni del Litorale adriatico.

## Storia
Durante l'invasione dell'Unione Sovietica, le forze armate tedesche ed italiane incorporarono alcune decine di migliaia di volontari cosacchi nella Wehrmacht, nelle Waffen-SS e nel Regio Esercito. Il 10 novembre 1943, quando l'Unione Sovietica aveva ormai riconquistato vaste porzioni dei territori perduti tra il 1941-1942, un proclama del Ministro dei territori occupati Alfred Rosenberg e del comandante della Wehrmacht Wilhelm Keitel assicurò ai soldati cosacchi del Don, del Kuban e del Terek che, sconfitta l'Urss, essi avrebbero goduto di ampie autonomie nei territori di provenienza, e provvisoriamente anche in altre parti d'Europa, qualora gli eventi bellici avessero reso "temporaneamente" impossibile il rientro sulle loro terre.
Per tutta l'estate del 1944 la zona dell'alto Friuli fu teatro di numerose operazioni partigiane, che culminarono il 26 settembre di quell'anno nella proclamazione della Repubblica partigiana della Carnia.
Per tale motivo nel luglio 1944 il Comandante superiore delle SS e della polizia di Trieste, Odilo Globočnik, concordò l'insediamento delle truppe cosacche nella zona: fu l'inizio dell'Operazione Ataman, che nel giro di qualche settimana trasferì circa 22 000 cosacchi (9 000 soldati, 6 000 "vecchi", 4 000 "familiari" e 3 000 "bambini"), oltre a 4 000 "caucasici" (2 000 soldati ed altrettanti familiari) a bordo di 50 treni merci militari.

### LaKosakenland
Sconfitta in ottobre la zona libera di Carnia ad opera delle forze nazifasciste, i cosacchi iniziarono la costituzione della "Kosakenland in Norditalien" promessa dai tedeschi, replicando nei villaggi la loro organizzazione sociale, stili di vita e cerimonie religiose. Il comune di Verzegnis divenne la sede del capo supremo delle forze cosacche, l'atamano Pëtr Nikolaevič Krasnov, mentre alcuni paesi vennero ribattezzati con i nomi delle città russe (Alesso fu ribattezzata in Novočerkassk, Trasaghis in Novorossijsk, Cavazzo in Krasnodar). Tolmezzo fu la sede del Consiglio cosacco.
Numerosi distaccamenti operarono anche in parte delle Valli del Torre e Valli del Natisone.
Con l'avanzata alleata in Italia, i Cosacchi della Carnia iniziarono la drammatica ritirata attraverso il Passo di Monte Croce Carnico verso l'Austria, dove il 9 maggio 1945 si arresero alle truppe britanniche presso la città di Lienz e in grande maggioranza furono consegnati ai sovietici, che li deportarono nei gulag dove, secondo stime, sopravvisse solo una metà di loro; pochissimi sopravvissero dispersi nel resto d'Europa.